# Ison Kaitasen lehto
Ison Kaitasen lehto este o arie protejată (arie specială de conservare — SAC, sit de importanță comunitară — SCI) din Finlanda întinsă pe o suprafață de 15 ha, integral pe uscat.

## Localizare
Centrul sitului Ison Kaitasen lehto este situat la coordonatele 64°33′47″N 27°49′10″E / 64.5631°N 27.8194°E.

## Înființare
Situl Ison Kaitasen lehto a fost declarat sit de importanță comunitară în august 1998 pentru a proteja 1 specie de plante și 1 specie de animale. Situl a fost protejat și ca arie specială de conservare în aprilie 2015.

## Biodiversitate
Situată în ecoregiunea boreală, aria protejată conține 4 habitate naturale: Izvoare fino-scandinave și mlaștini produse de izvoare bogate în minerale, Mlaștini alcaline, Pante stâncoase calcaroase cu vegetație casmofită, Păduri fino-scandinave bogate în ierburi cu Picea abies.
La baza desemnării sitului se află mai multe specii protejate:
- plante (1): Diplazium sibiricum
- mamifere (1): veveriță zburătoare siberiană (Pteromys volans)

Pe lângă speciile protejate, pe teritoriul sitului au mai fost identificate 7 specii de plante.